# 北苏拉威西省
北苏拉威西省位于印度尼西亚中部，由苏拉威西岛北部、桑义赫群岛和塔劳群岛及周边海域组成，首府万鸦老，人口约215万（2006年）。

## 宗教
大部分北苏拉威西人信奉基督宗教，65%信仰新教，7%信仰罗马天主教。北苏拉威西有印尼目前保持宗教活動的兩座猶太教會堂之一。

## 引用
1. ↑  Badan Pusat Statistik, Jakarta, 2019.